# Marx-Engels-Forum

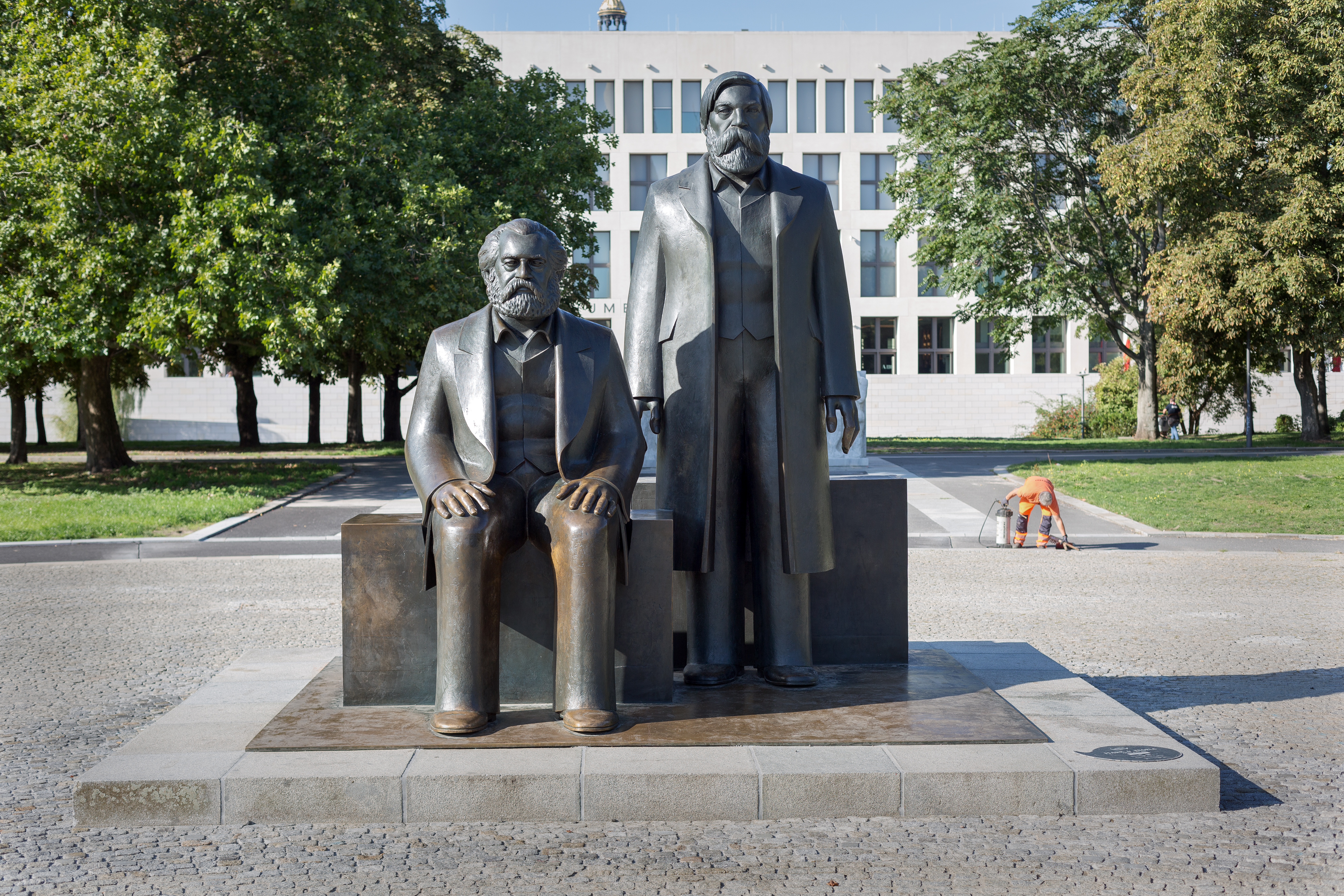
Denkmal für Karl Marx und Friedrich Engels auf dem Marx-Engels-Forum (wiederhergestellter Zustand 2022)

Das Marx-Engels-Forum (ehemals: Park an der Spree) im Berliner Ortsteil Mitte ist eine Grünfläche, die 1974/1975 im Zusammenhang mit der Ausgestaltung des politischen Zentrums der „Hauptstadt der DDR“ im Auftrag der SED-Führung entstand. Umgeben wird es von der Karl-Liebknecht-Straße im Norden, dem Park am Fernsehturm im Osten, der Rathausstraße im Süden und der Spree im Westen. Das Areal überbaute das im Zweiten Weltkrieg zerstörte und danach abgerissene Heilig-Geist-Viertel. Im Zentrum der Grünfläche befindet sich ein 1986 eingeweihtes Denkmalensemble, bestehend aus der Bronzeplastik für Karl Marx und Friedrich Engels von Ludwig Engelhardt, dem Marmorrelief Alte Welt von Werner Stötzer, die zwei Bronzereliefs Die Würde und Schönheit freier Menschen von Margret Middell sowie vier Edelstahlstelen von Arno Fischer und Peter Voigt. Die Parkanlage war seit der politischen Wende immer wieder Gegenstand erinnerungspolitischer und städtebaulicher Kontroversen.

## Entstehungsgeschichte und Standortproblematik

### Planungen für das politische Zentrum der Hauptstadt

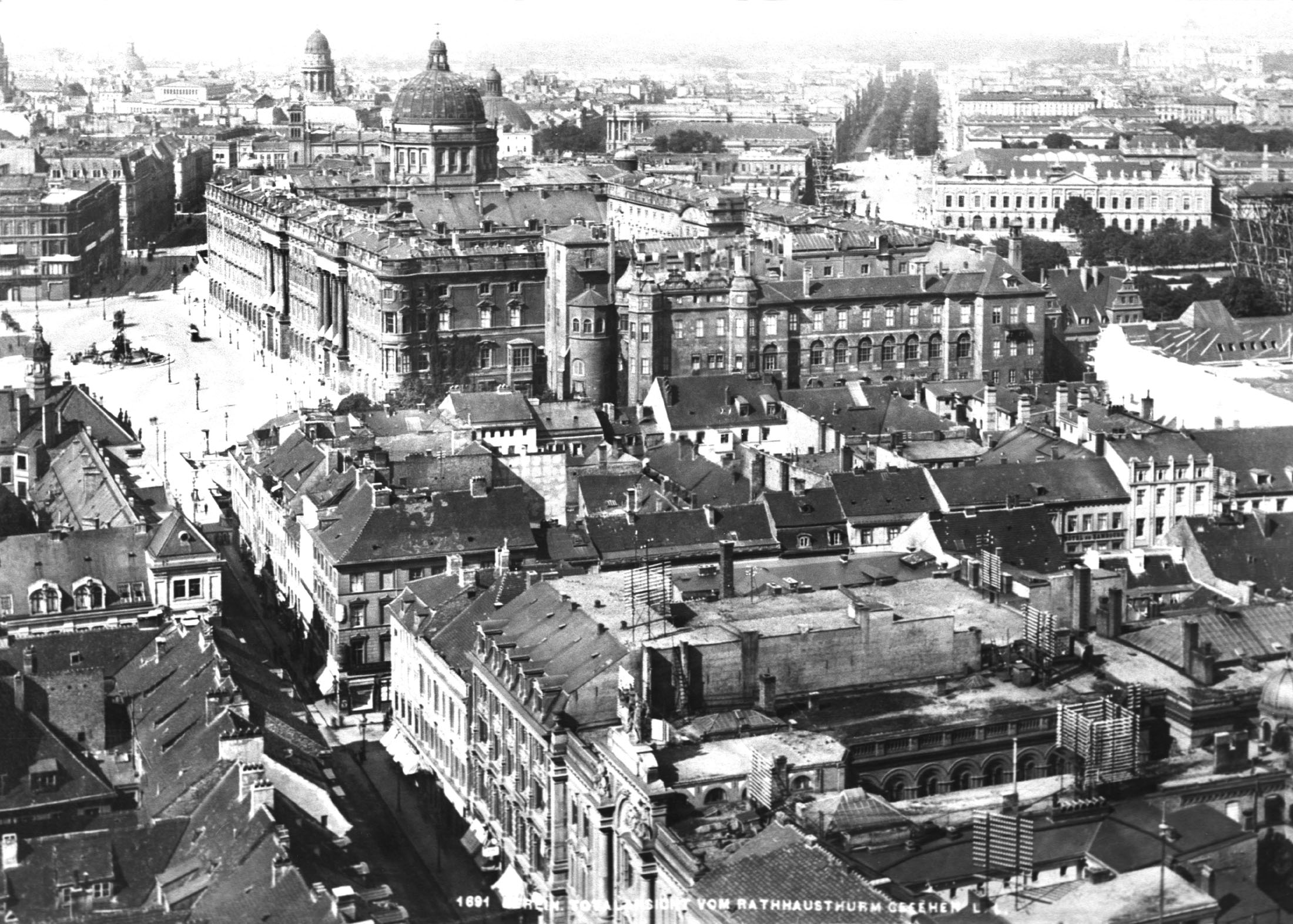
Blick vom Rathausturm auf das Heiliggeistviertel, dahinter das Stadtschloss, 1891

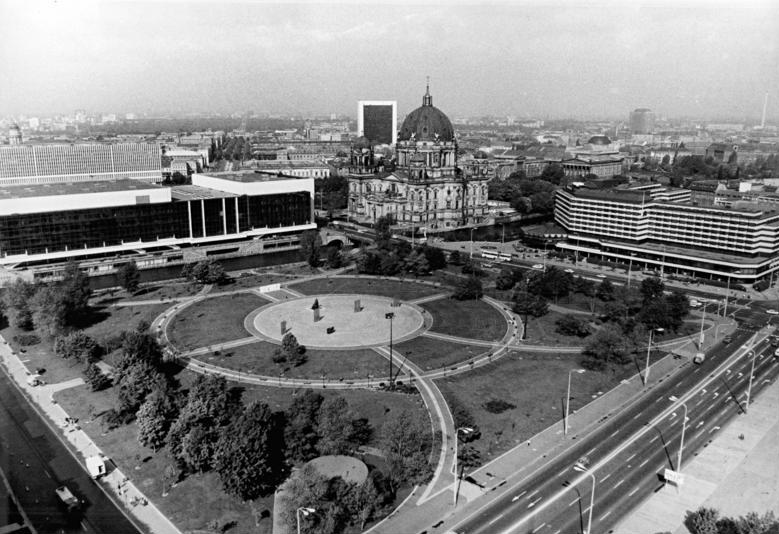
Ähnlicher Blick auf das Marx-Engels-Forum, dahinter der Palast der Republik, 1987

Das Areal vom Mittelteil der Spreeinsel bis zum Alexanderplatz war als politisches Zentrum der DDR-Hauptstadt vorgesehen. Vor dem Zweiten Weltkrieg war dieses Gebiet, das Heilige-Geist-Viertel und das Marienviertel mit dem Neuen Markt durch enge Wohn-, Hotel und Geschäftshausbebauung geprägt, die im Krieg größtenteils durch Luftangriffe zerstört und nach 1945 enttrümmert und damit abgetragen worden waren. Der Architekt Hermann Henselmann hatte in den 1950er Jahren am Ort des späteren Marx-Engels-Forums ein Regierungshochhaus nach den Vorbildern in Moskau (Palast der Sowjets) und Warschau (Kulturpalast) vorgesehen. Vor diesem Gebäude sollte ein 25 Meter hohes Denkmal für Karl Marx und Friedrich Engels errichtet werden. Die Planungen wurden aus finanziellen Schwierigkeiten Anfang der 1960er Jahre eingestellt. Als repräsentativer Ersatz für dieses Hochhaus wurden etwas nordöstlich der Berliner Fernsehturm und auf der Spreeinsel der Palast der Republik errichtet, zwischen denen eine Abfolge von offenen Plätzen, Freiflächen und Magistralen geplant wurden als „die konsequenteste und verbindlichste Planungsleistung der DDR im Berliner Stadtraum“. Ein Teil dieser Platzabfolge war das spätere Marx-Engels-Forum. An dieser Stelle wurde 1971, nachdem die letzten aus der Vorkriegszeit verbliebenen Stadthäuser abgerissen worden waren, als Grünfläche der Park an der Spree eingerichtet. Vor der 750-Jahr-Feier Berlins 1987 wurde die rechts der Spree gelegene Keimzelle Berlins neu bebaut, unter anderem mit dem von Günter Stahn geplanten, südlich an das Areal anschließenden Nikolaiviertel, das als „Traditionsinsel“ die dichte Bebauung der Vorkriegsstadt aufnahm und einen „Bezug zum Ursprünglichen“ herstellen sollte. Als Gegenstück zu dieser historischen Planung wurde ab 1983 an der Stelle des Parks an der Spree das Marx-Engels-Forum eingerichtet.

### Planungen für das Marx-Engels-Denkmal
Auf Wunsch der Staatsführung sollte in Berlins neuer Mitte auf dem damaligen Marx-Engels-Platz, dem zentralen Teil der Spreeinsel, ein Denkmal für die bedeutenden Theoretiker des Kommunismus aufgestellt werden. Die Kunstkommission des Ministeriums für Kultur der DDR hatte sich für einen Entwurf des Bildhauers Ludwig Engelhardt entschieden. Er hatte ein eher unauffälliges Monument geplant: die beiden Geehrten sollten nicht größer als das Anderthalbfache eines Normalmenschen ausmachen, weil sie auch die Proportionen zu den anderen in Berlin stehenden Denkmalen von Scharnhorst, Gneisenau und den Humboldts wahren sollten. Engelhardt wollte auch keinen sehr hohen Sockel, sondern die Bronzeskulpturen eher in Augenhöhe des Betrachters platzieren. Als Standort hatte er eine Fläche neben der ehemaligen Schlossfreiheit vorgesehen, nicht mitten auf dem Platz. Im Jahr 1977 wurde der Bildhauer als künstlerischer Leiter des Projekts berufen und suchte sich weitere Mitarbeiter aus, darunter Werner Stötzer, Margret Middell, den Fotografen Arno Fischer, den Dokumentaristen Peter Voigt und als Projektleiter Friedrich Nostitz.
Im Atelier des Bildhauers Norbert Blum in einem ehemaligen Gemüseladen im damaligen Stadtbezirk Prenzlauer Berg entstand ein erstes Modell. Ein zweites Modell im Maßstab 1:1 aus Gips und Pappe, auf einer Wiese in Gummlin aufgestellt, wo sich Engelhardts Atelier befand, ermöglichte Detailschritte und -planungen. Ein inoffizieller Besuch von Erich Honecker und Kurt Hager, dem damaligen Kulturverantwortlichen im Politbüro der SED, in Gummlin mit Besichtigung des Modells brachte die Frage auf, warum Marx sitzend und Engels stehend dargestellt werden sollen. Engelhardt verglich Marx mit einem Herrscher, der auf dem Thron sitze. Honecker und Hager sagten nichts weiter dazu. Doch in einem fortgeschrittenen Stadium präsentierten andere Künstler, die mit dem Bau des Palastes beschäftigt waren, einen Gegenentwurf: die beiden Kommunisten auf einem drei Meter hohen Sockel und mit schräg gelegten Fahnen. Der Projektgruppe gelang die Abwendung dieser angedachten Veränderung, dafür sollte das Denkmalensemble nicht mehr auf dem Platz, sondern hinter dem Palast der Republik, auf einer Wiese der anderen Spreeseite, aufgestellt werden, dem späteren Marx-Engels-Forum.
Schließlich hatte Kurt Hager die Fotodokumente für die Edelstahlstelen begutachtet, er verlangte, einen lebenden Politiker mit aufzunehmen. So kam Honecker mit in den Geschichtsaufriss, was aus Sicht der Projektgruppe der einzige Kompromiss gewesen ist. Die letzten Schwierigkeiten wie Beschaffung von Böttgersteinzeug für die Porträtstudien und die Bereitstellung der außerplanmäßigen Menge Bronze für den Guss konnten noch überwunden werden. Die zehn Tonnen Bronze knappste Lew Kerbel für das zeitgleich gefertigte Thälmann-Denkmal dadurch ab, dass dessen Wandstärke verringert wurde.

## Errichtung und Einweihung
Nach einer Vorbereitungszeit von neun Jahren wurde die Anlage des Marx-Engels-Forums innerhalb der gleichzeitig neugestalteten Parkanlage am 4. April 1986 eingeweiht, kurz vor dem XI. Parteitag der SED. Die Bevölkerung nahm wenig Anteil an dieser Feierlichkeit, nachdem sich Unmut darüber geregt hatte, dass die Grünfläche für das Denkmal teilweise planiert und gepflastert worden war. Michail Gorbatschow legte im Rahmen seines Besuch beim Parteitag einen Kranz vor dem Denkmal nieder und lobte den Bildhauer; das Denkmal sei „sehr deutsch“.
Die umfangreichen Filmaufnahmen der Bauarbeiten von 1981 bis 1986 wurden nicht öffentlich gemacht, nachdem der Unmut der Bevölkerung deutlich geworden war, sondern erst für Jürgen Böttchers Dokumentarfilm Konzert im Freien aufbereitet, der zur Berlinale 2001 erstmals gezeigt wurde. Die Berliner Fotografin Sibylle Bergemann begleitete im Auftrag des DDR-Kulturministeriums die Entstehung des Denkmals von 1975 bis 1986 in allen Werkphasen und hielt diese in einer „grandiose[n] Serie von Schwarz-Weiß-Aufnahmen“ fest. Das zugehörige Bild des an einem Kranhaken „schwebenden Engels“ bei der Montage des Denkmals wurde in die Dauerausstellung des New Yorker Museum of Modern Art aufgenommen.

## Gestaltung und Rezeption

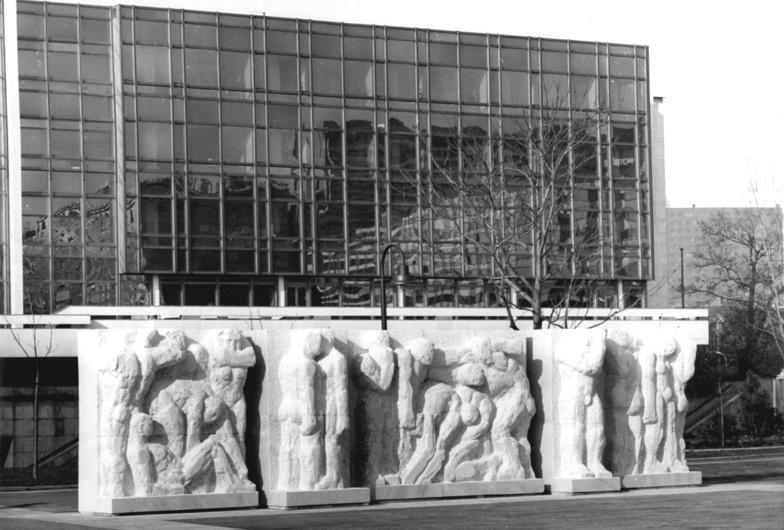
Marmorrelief Alte Welt von Werner Stötzer

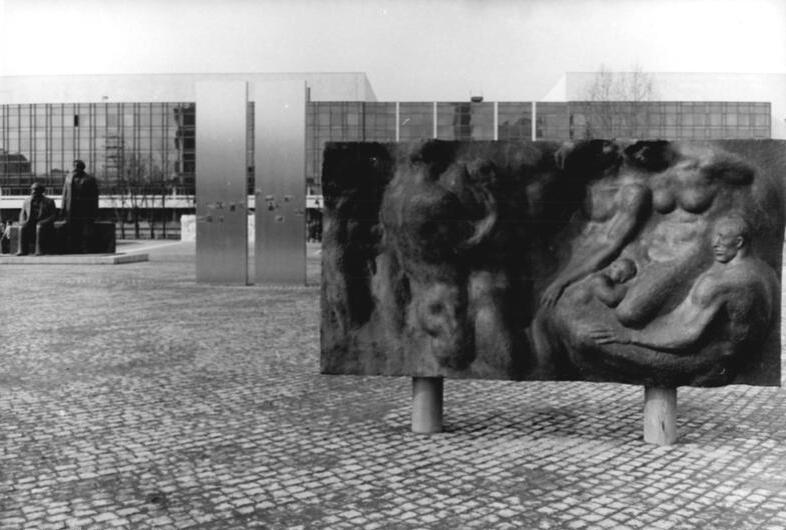
Bronzerelief Die Würde und Schönheit freier Menschen von Margret Middell, dahinter die Edelstahlstelen und das Denkmal

Auf einer runden, gepflasterten Freifläche im Zentrum des Forums sind verschiedene Skulpturen platziert. Laut dem Berliner Denkmalpfleger Hubert Staroste artikuliert sich die „Monumentalität“ der Anlage „flächenhaft“, sodass man sich deren Botschaft einer marxistischen Geschichtsdeutung „erlaufen“ müsse.
Hauptteil des Ensembles und an zentraler Stelle aufgestellt ist eine Plastik, die von Engelhardt selbst stammt: überlebensgroße Bronzefiguren von Karl Marx (sitzend) und Friedrich Engels (daneben stehend, Höhe: 3,85 Meter), den Verfassern des Kommunistischen Manifests und Vaterfiguren des Sozialismus, auf einem flachen Sockel. Die Szene zeigt laut Staroste eine fotoähnliche Momentaufnahme.
Um die Marx-Engels-Skulptur herum stehen im Bogen angeordnet acht doppelseitige, flächige Edelstahlstelen, die von Arno Fischer, Peter Voigt, Norbert Blum (* 1938), Hans Gutheil, Jürgen Frenkel (* 1942), Günther Köhler (1929–1988) und Friedrich Nostitz (* 1946) gestaltet wurden. In Augenhöhe positioniert befinden sich 144 postkartengroße Fotodokumente aus der Geschichte der Arbeiterbewegung mit dem Titel „Der weltrevolutionäre Prozess seit Karl Marx und Friedrich Engels bis in die Gegenwart“. Die Motive hatten Fischer und Voigt bei großen Fotoagenturen wie Magnum Photos und dem Staatlichen Historischen Museum in Moskau ausgesucht. Diese Stelen mit den mittels eines  Elektro-Erosionsverfahrens eingebrannten Fotodokumenten waren damals eine Weltneuheit.
Als „äußere Schale“ des Gesamtdenkmals bezeichnet Staroste zwei meterlange Skulpturen, die vor und hinter dem Zentraldenkmal den großen runden Platz in der Forumsmitte abschließen. Hinter dem Marx-Engels-Denkmal steht eine fünfgliedrige Reliefwand von Werner Stötzer aus bulgarischem Marmor mit der Darstellung von Menschengruppen in frühkapitalistischer Umgebung (Unterentwicklung, Unfreiheit, Bedrohung und Not des Menschen). Auf der gegenüberliegenden Seite des Platzes sind zwei Bronzereliefs von Margret Middell aufgestellt, die Szenen des Lebens in einer befreiten Gesellschaft zeigen (Schönheit und Würde des befreiten Menschen). So befinde sich zwischen diesen „beiden Alternativen menschlicher Existenz“ das Marx-Engels-Denkmal – und damit „die angebotene Lösung des Problems“.
Heinrich Gemkow, stellvertretender Direktor des Instituts für Marxismus-Leninismus beim Zentralkomitee der SED, äußerte gegenüber dem Chefideologen Kurt Hager, er sei erfreut, dass Marx und Engels nicht als übermenschlich dargestellt würden, sondern menschengleich in Größe, Position und Gestik – so könnten sie besser als Vorbilder dienen. Der Kunsthistoriker Peter H. Feist, der damals an der Akademie der Wissenschaften der DDR eine Führungsrolle hatte, berichtete, die DDR-Führungsspitze um Erich Honecker sei über den auf Fritz Cremers Einfluss zurückgehenden Entwurf „tief enttäuscht“ gewesen; die parallel angeschaffte monumentale, traditionelle Skulptur Ernst Thälmanns von Lew Kerbel für den Ernst-Thälmann-Park habe ihren Vorstellungen eher entsprochen. Ein „publizierter kunstkritischer Diskurs“ über das Marx-Engels-Denkmal habe in der DDR nicht stattfinden dürfen (siehe Zensur in der DDR). In Westdeutschland wurde der Entwurf durchaus positiv besprochen; Paul Otto Schulz lobte Stötzners „hellen Menschenfries“ als „Werk Matissescher Luzidität“; Middells „vier senkrechte Wogen sanfter, lyrischer Leiber“ erinnerten ihn „an das Menschenbild der Renaissance“.
Dagegen hätten „intellektuelle Spötter“ das Hauptdenkmal für Marx und Engels bald als „Sakko und Jacketti“ bezeichnet, während der Spiegel die Bezeichnung 1987 als Parodie des Berliner Volksmunds auf die sozialistischen Helden Sacco und Vanzetti deutete. Ein weiterer Spottname war Nahverkehrsdenkmal – da einer immer stehen müsse.
Staroste, der der „Kommission zum Umgang mit den politischen Denkmälern der Nachkriegszeit im ehemaligen Ost-Berlin“ angehörte, beurteilte die Gesamtkonzeption der Anlage 1994 als aufwendig und durchaus bemerkenswert, weshalb sie im Ganzen erhaltenswert sei.

## Diskussionen und Planungen seit 1990

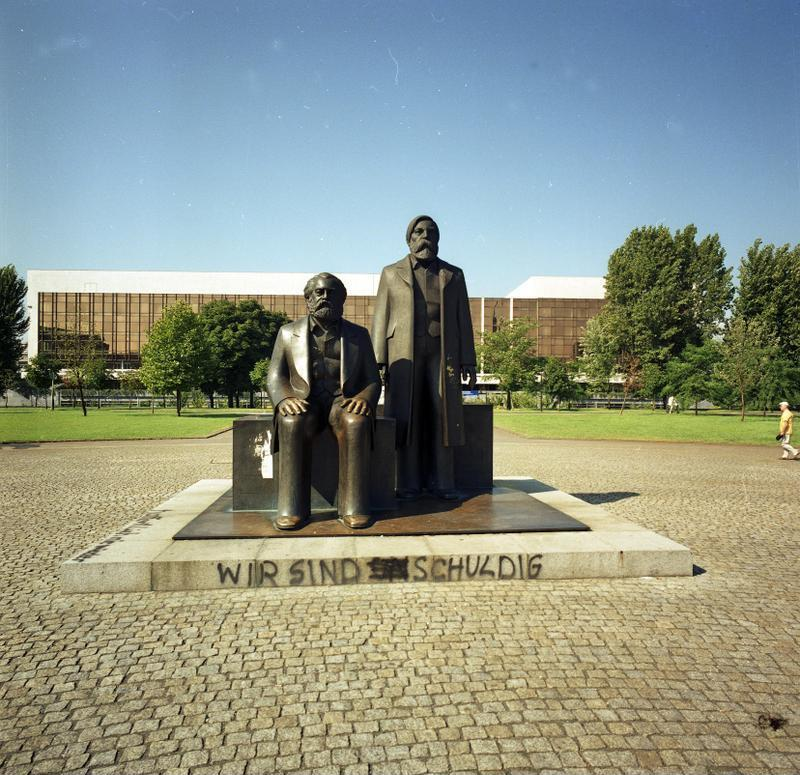
Marx-Engels-Denkmal mit der Aufschrift „Wir sind (un)schuldig“, 1991

Nach der deutschen Wiedervereinigung im Jahr 1990 wurde das Marx-Engels-Forum Gegenstand von Debatten, ähnlich wie der nahegelegene Palast der Republik. Der Kunsthistoriker Jon Berndt Olsen sieht dabei zwei Pole: Auf der einen Seite die Befürworter einer Rekonstruktion des „historischen“ Berlins, die das Gelände mit Bebauung in das geplante Humboldt Forum einfügen wollen, auf der anderen diejenigen, die Denkmal und Park als Gesamtkunstwerk und dreidimensionales Zeugnis der Zeitgeschichte erhalten wollen. Dabei wurden auch die Wünsche früherer DDR-Bürger laut, Orte, an die ihre eigenen Erinnerungen geknüpft sind, nicht ganz verschwinden zu sehen.
In der Umbruchzeit wurde das Denkmalensemble mit Ironie betrachtet. Am flachen Sockel des Denkmals fand sich im Januar 1990 das Graffito „Beim nächsten Mal wird alles besser“, im Oktober des Jahres „Wir sind unschuldig“ (das „un“ war 1991 übersprüht). Vor dem leerstehenden und mit der Zeit rückgebauten Palast der Republik wirkte Marx laut der Historikerin Cornelia Siebeck, als sitze er auf gepackten Koffern, während sich Engels schon zum Aufbruch erhoben habe.
Die Bezirksverordnetenversammlung (BVV) Mitte benannte zum 1. Dezember 1991 die benachbarte, bisher Marx-Engels-Forum genannte Straße um, indem sie diese wieder in die Rathausstraße einbezog, zu der sie bis zu ihrer Einzelbenennung am 16. Februar 1983 gehört hatte. 1993 entschied die Berliner Denkmälerkommission, die Marx-Engels-Statue nicht von ihrem angestammten Ort zu entfernen: Sie ehre zwei historisch bedeutende Deutsche, deren gesellschaftliche Wirkung größer gewesen sei als von der DDR-Propaganda behauptet. Das Denkmal wurde zu einem Anziehungspunkt für Touristen, insbesondere als einer der beliebtesten Orte für Selfies. Die Beliebtheit als Fotomotiv zeige sich, wie der Tagesspiegel 2018 befand, an den durch Publikumskontakt polierten Händen, Knien und Schuhen Marx’. Das Denkmal habe aber keine politischere Funktion als beliebige andere Denkmalsorte; zum Marx-Geburtstag etwa finden anders als am Sozialistenfriedhof keine Würdigungen statt. Ein QR-Code am Denkmalsockel führt zum Projekt ‚Talking Statues‘, in dessen Rahmen Besucher über ihr Smartphone Erläuterungen des Politikers Gregor Gysi (Die Linke) zur Geschichte des Denkmals hören können.

### Entwürfe für den Stadtraum

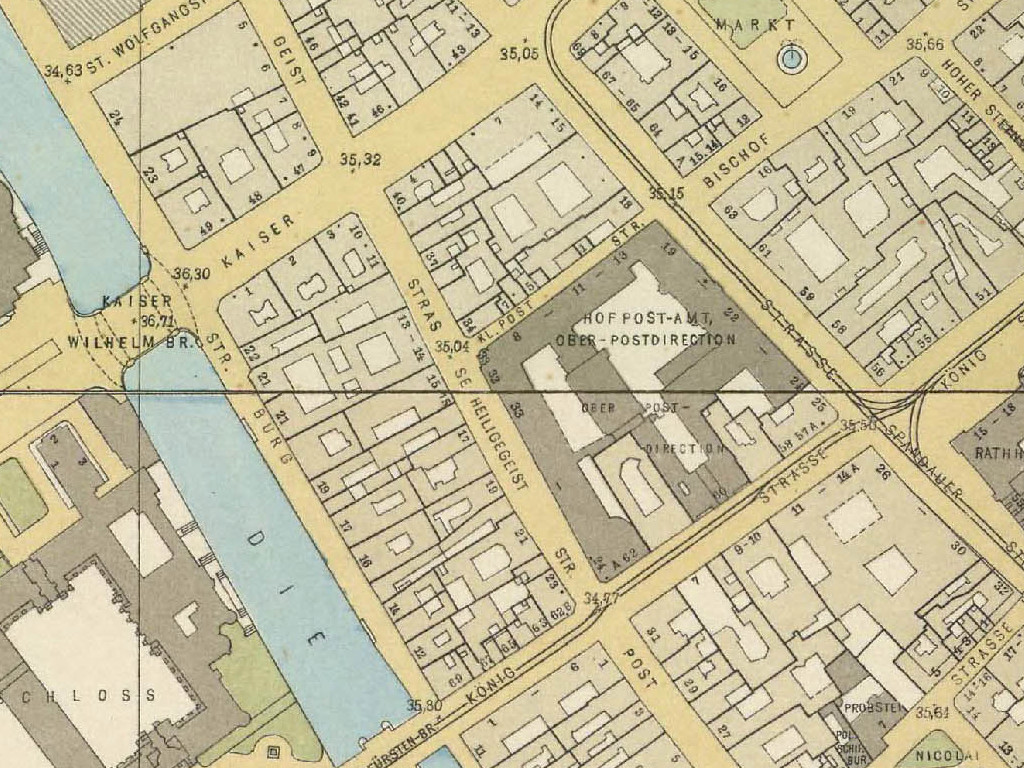
Heilige-Geist-Viertel anstelle des heutigen Marx-Engels-Forums, Ausschnitt aus dem Straubeplan, 1910

Ab 1990 gab es eine Reihe von Entwurfsüberlegungen für diesen Bereich der Innenstadt Alt-Berlins. Im Rahmen der internationalen Ideenkonkurrenz „Berlin morgen“, die das Deutsche Architekturmuseum Ende 1990 veranstaltete, schlug der Berliner Architekt Hans Kollhoff für das Areal eine Blockrandbebauung in Berliner Traufhöhe und mit einem engermaschigen Straßennetz als in der Vorkriegsbebauung vor; auch Mario Bellini entwarf eine Nachverdichtung des Gebietes mit Arkadenhäusern um einen großen Marktplatz und einer Fußgängerbrücke über die Spree. Der vom Stadtentwicklungssenator Volker Hassemer ins Leben gerufene Bürgerdialog „Stadtforum“ einigte sich darauf, das Areal zu einem der Bürger und nicht des Staates zu machen, blieb ansonsten aber uneins; während Anwohner und Ost-Berliner die Aufenthaltsqualität des Ortes als Erholungsfläche lobten, beschrieben West-Berliner und Auswärtige den Platz als öde und zugig. Im Jahr 1994 folgte das Ergebnis des „Ideenwettbewerbs Spreeinsel“. Ihr Sieger, Bernd Niebuhr, sah eine Bebauung des gesamten Areals zwischen Spree und Fernsehturm mit einer Reihe schmaler, gleich großer Häuserblocks in geringem Abstand zueinander vor.
Laut dem Planwerk Innenstadt, das ab 1996 von der Senatsbauverwaltung unter Hans Stimmann entwickelt und 1999 als städtebauliche Leitlinie vom Senat beschlossen wurde, sollte – als Kompromiss – die Freifläche des Marx-Engels-Forums großenteils erhalten bleiben, aber durch einige große Gebäuderiegel eingefasst werden. An diesen Planungen auf der Grundlage einer kritischen Rekonstruktion gab es viel Kritik; so schrieb der Architekturhistoriker Michael S. Falser von der „schrittweise[n] Beschlagnahmung des öffentlichen Raumes und [der] mutwillige[n] Zerschlagung der nachkriegszeitlich-sozialistischen Stadtstrukturen durch zunehmend banale Blockrandbebauung“. Auch Werner Durth kritisierte 2001 die vollständige Abwicklung der DDR-Stadtplanung: Die „beliebig wirkende Setzung belangloser Baukörper“ im umgeplanten Forum wirke „nicht minder monolithisch“; die zentrale Freifläche solle nicht vorschnell verbaut und damit der gesellschaftlichen Verfügung entzogen werden. In einem Tagesspiegel-Meinungsbeitrag 2008 sprach sich Stimmann im Hinblick auf die geplante Rekonstruktion des Stadtschlosses auf der anderen Spreeseite für eine Neubebauung des Forums aus, die Bezug auf das historische Straßenraster des Heilig-Geist-Viertels nehmen und durch Straßennamen wie Heiligegeist-Straße, Bischofsweg und Neuer Markt den früheren Kernbereich Berlins wieder sichtbar machen solle; es müsse „wieder städtisches Leben einziehen. Die beiden Philosophen könnten dabei an ihrem jetzigen Standort bleiben und würden so wieder aus dem Zentrum einer Staatsachse in die Mitte der Gesellschaft rücken.“
In der Tradition Stimmanns sprachen sich auch Kulturstaatssekretär André Schmitz und Klaus Wowereit in den 2000er Jahren für eine relativ enge Bebauung des früheren Berliner Stadtkerns aus. Philipp Oswalt, der Direktor der Stiftung Bauhaus Dessau, kritisierte 2009, diese Leitlinie sei nach dem Abriss des Palasts der Republik „ein weiterer Versuch, das Architektur-Erbe der DDR zu tilgen“. Das Forum werde von den Menschen angenommen, zumal es im Ostteil der Berliner Innenstadt extrem wenig öffentliche Freiflächen gebe. Der stellvertretende Bürgermeister von Berlin-Mitte, Joachim Zeller, wies 2009 auf Planungsschwierigkeiten wegen der Eigentumslage hin. Die Freifläche zwischen Spree und Fernsehturm sei teilweise schon während der DDR-Zeit, teilweise nach 1990 zur Grünfläche erklärt worden. Einige Alteigentümer der früheren, kleinteilig bebauten Grundstücke des späteren Marx-Engels-Forums seien nach den Sätzen für Grünflächen abgefunden worden, weshalb jede Planung für eine Bebauung des Areals Ansprüche von Alteigentümern in dreistelliger Millionenhöhe und möglicherweise jahrelange Rechtsstreitigkeiten nach sich ziehen werde. Die ursprünglich auf dem Marx-Engels-Forum geplante Aufstellung der Humboldtbox scheiterte an dieser Frage.
Das Planwerk Innenstadt wurde im Januar 2011 durch das überarbeitete Planwerk Innere Stadt ersetzt, das keine Bebauung des Marx-Engels-Areals mehr vorsieht. Bei der Senatsverwaltung für Stadtentwicklung und Wohnen wird es als Teil des Rathausforums behandelt, das als „Ort der großen Dimensionen“ erhalten bleiben soll, als „öffentlicher grüngeprägter Raum, der in einem großen Panorama den Blick auf die Insignien Berlins freigibt“. Zugleich wurde ein „breit angelegte[r] Diskussionsprozess“ angeregt, in dem „die Sinnhaftigkeit, das Wesen und der Nutzungsschwerpunkt dieses Raumes“ erörtert werden sollten. Christian Voigt bezeichnete das Rathausforum 2012 als „bislang überwiegend schwache[s] Gravitations-Feld“ mit „Gestaltungsdefiziten“. Im Jahr 2015 startete die Senatsbaudirektorin Regula Lüscher den Dialogprozess „Alte Mitte – Neue Liebe“, der breite Zielgruppen in einen Austausch über die Zukunft des Areals zwischen Spree und Fernsehturm bringen sollte. Dabei wurden „Bürgerleitlinien“ erarbeitet, die Parkflächen und verkehrsberuhigte Zonen schaffen, das Marx-Engels-Areal aber nicht verändern sollten – der „heutige Anteil an Grünflächen“ sollte demnach ebenso wie die „Sichtbeziehungen zwischen Fernsehturm und Spree“ erhalten bleiben. Die Gesellschaft Historisches Berlin veranstaltete 2016 und 2017 eine Reihe von Workshops mit Bürgerbeteiligung, die sich mit dem Stadtkern Alt-Berlin beschäftigten. Dabei wurde das Marx-Engels-Forum als Gebiet mit besonderen Schwierigkeiten, aber auch Potenzialen für eine mögliche Bebauung und intensivere Nutzung behandelt. Im April 2016 schlug Lüscher vor, das Forum als neuen Standort der Zentral- und Landesbibliothek Berlin zu nutzen, was wegen der anderslautenden Bürgerleitlinien auf Widerstand stieß. Die neue Bausenatorin Katrin Lompscher begann Mitte 2017 eine erneute „Stadtdebatte Berliner Mitte“, die ein Gesamtkonzept für die historische Mitte entwickeln und die Themen Wohnungsbau, Gewerbe, Verkehr, Umwelt und Archäologie behandeln soll. Für das Marx-Engels-Forum sollen dabei Ideen für eine temporäre Gestaltung der Freiflächen mit Schwerpunkt „Geschichtsentdeckung“ entwickelt werden.
Im März 2019 veröffentlichten der Architekt Gert Eckel und der Zukunftsforscher Rolf Kreibich einen Entwurf zur Umgestaltung der Freifläche vor dem Roten Rathaus und dem Marx-Engels-Forum. Er sieht einen zentralen „Platz der Demokratie“ mit archäologischen Fenstern, Sonnensegeln und Freiluftbühnen vor. Die Stiftung Zukunft Berlin kritisierte, dass ein solcher isolierter Entwurf die Gesamtentwicklung der Innenstadt nicht berücksichtige. Sie schlug für das Areal die Einrichtung eines Weltgartens vor, der mit dem benachbarten Humboldt-Forum korrespondiere. Die Berliner CDU setzt sich für eine Wohnbebauung des Areals im Zuge einer Rekonstruktion der historischen Mitte Berlins ein. Die Senatsverwaltung für Stadtentwicklung kündigte für 2020 die Durchführung eines Realisierungswettbewerbs für den Freiraum Rathausplatz und Marx-Engels-Forum an.

### Versetzung und Wiederherstellung des Skulpturenensembles

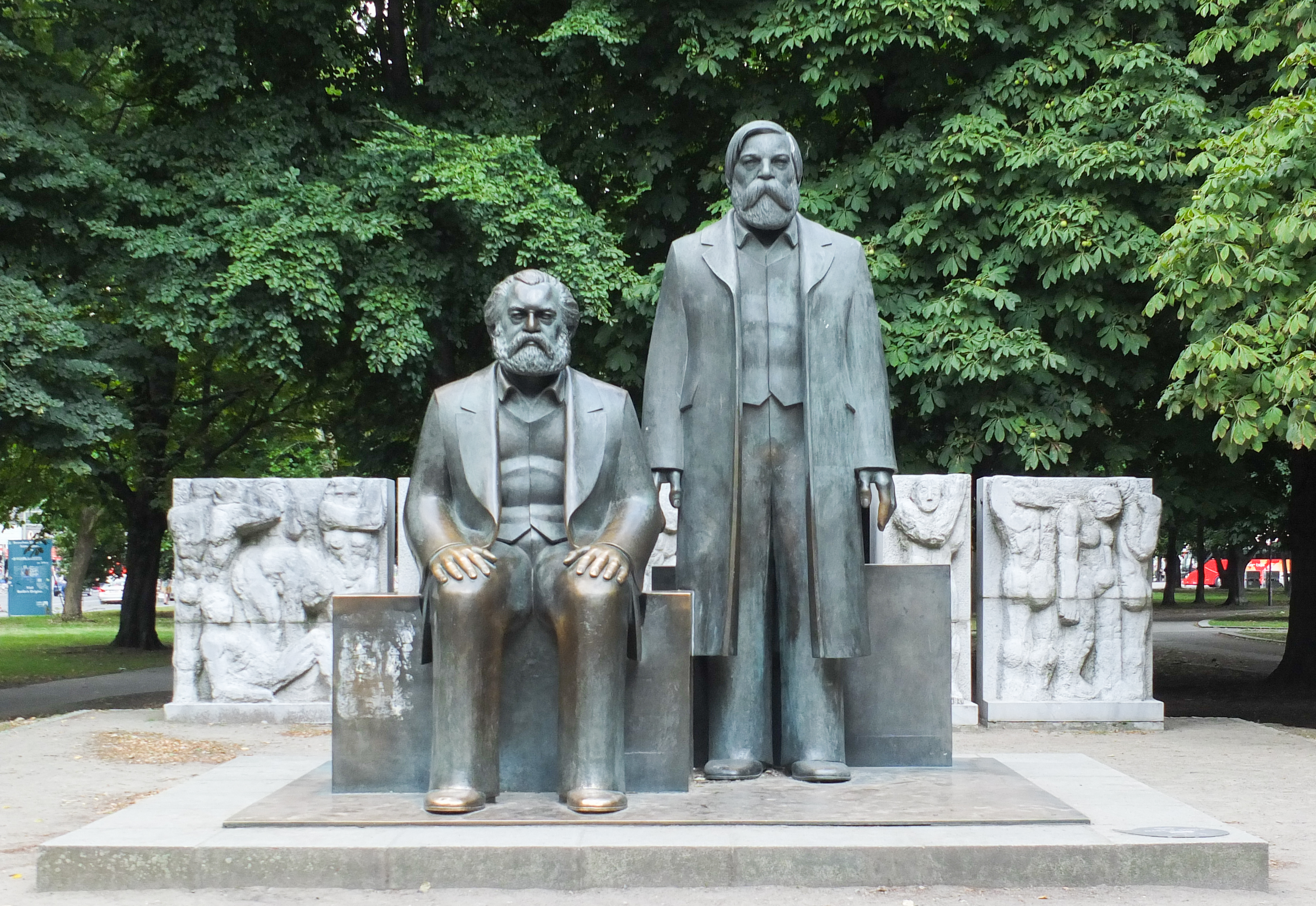
Marx-Engels-Denkmal zur Zeit seiner Versetzung an die Karl-Liebknecht-Straße

In den verschiedenen ab 1990 vorgelegten Entwürfen für das Areal wurde das zentrale Denkmal mit den Figuren von Marx und Engels häufig in kleineren Stadträumen an dieser Stelle erhalten. Wegen des Weiterbaus der U-Bahn-Linie U5 bis zum Hauptbahnhof wurde das Gelände im September 2010 geräumt und das Denkmal am 27. September 2010 an den Rand der Grünfläche zur Liebknechtbrücke hin versetzt. Die Umsetzung haben der frühere Bauleiter Friedrich Nostitz und der Architekt Peter Flierl ausgeführt. An der neuen Position richtet sich der Blick der beiden Figuren nach Westen statt wie bisher nach Osten, also in Richtung Manchester, wie Nostitz zufrieden befand. Der runde Platz der Denkmalanlage wurde durch die Bauarbeiten zerstört. Die Berliner Verkehrsbetriebe hatten sich verpflichtet, das Denkmalensemble anschließend in seinem Originalzustand wiederherzustellen, was der Berliner Senat zwischenzeitlich relativierte: Die Zukunft des Denkmals werde in einem öffentlichen Diskussionsprozess für den städtebaulichen Gesamtzusammenhang entschieden.
Im Januar 2012 forderte Bundesbauminister Peter Ramsauer, die Bronzefiguren von Marx und Engels auf den Sozialistenfriedhof in Berlin-Friedrichsfelde zu verbringen – dort befinde sich „so eine Art sozialistisches Reste-Zentrum“. Sein Vorstoß sorgte für Protest. Der Berliner Senat erklärte, das Denkmal gehöre als „historisches Zeitdokument“ zur Stadtgeschichte; Bausenator Michael Müller nannte Ramsauers Idee „geschichtsvergessen“. Der in den 1990er Jahren Regierende Bürgermeister Eberhard Diepgen meldete sich daraufhin zu Wort und erklärte, Ramsauer habe „ins Wespennest der Empfindlichkeiten“ gestochen. Er hielt es für falsch, die Figuren als Protagonisten der deutschen Geschichte nach Friedrichsfelde oder an die Zitadelle Spandau (zur Dauerausstellung „Berlin und seine Denkmäler“) zu „entsorgen“; das Denkmal in seiner großangelegten Form stehe aber für den Herrschaftsanspruch des Sozialismus und widerspreche damit pluralistischen Werten, weshalb er sich dafür aussprach, das Denkmal weniger dominant in den bisherigen Stadtraum einzufügen. Der Verein „Historische Mitte“ schlug im Februar 2018 vor, das Marx-Engels-Denkmal auf das Gelände der Humboldt-Universität Unter den Linden zu versetzen, wo beide studiert hatten.
Bis November 2017 wurde aber das Marx-Engels-Forum wieder für die Öffentlichkeit freigegeben und die früheren Wege durch die Grünanlage wiederhergestellt. [veraltet]Im August 2022 kehrten die Skulpturen wieder in ihrer ursprünglichen Anordnung auf den zentralen Platz des Forums zurück. Die künftige Integration des Denkmals in den 2021 gekürten Siegerentwurf für die Neugestaltung der Freiflächen zwischen Alexanderplatz und Spree ist derzeit (Stand September 2022) noch offen.